# Felix Dvorak
Felix Dvorak (* 4. listopadu 1936 Vídeň) je rakouský herec, komik, divadelní ředitel a spisovatel.

## Život a činnost
Felix Dvorak je přímým potomkem českého skladatele Antonína Dvořáka. Na přání svého otce se vyučil cukrářem, poté však již působil jako herec. Svůj první úspěch ve Vídni slavil v Josefstadtském divadle. V roce 1961 nahradil Helmuta Qualtingera v kabaretním spolku Gerharda Bronnera, a roku 1962 Fritze Rihu ve „Wiener Werkel“. Následovaly role téměř na všech vídeňských scénách, kde se Dvorak stal miláčkem publika.
Účinkoval v hrách Ference Molnára, Johanna Nestroye, Ferdinanda Raimunda, Molièra, v muzikálech jako My Fair Lady a operetě Netopýr ad. V letech 2006 až 2011 byl producentem Schloss Weitra-Festivalu.
Žije střídavě ve Vídni–Neustiftu am Walde a na italském ostrově Albarella v deltě Pádu v Benátsku.